# Émilie de la Nouvelle Lune
Émilie de la Nouvelle Lune, ou Emily de New Moon est le premier d'une série de trois romans de Lucy Maud Montgomery sur une orpheline canadienne qui grandit à l'Île-du-Prince-Édouard. Il précède les romans L'Ascension d'Emily et La Quête d'Emily. Montgomery est également l'autrice de la série Anne… la maison aux pignons verts. Le roman est publié pour la première fois en 1923.

## Création du roman
Dans son journal intime, Lucy Maud Montgomery raconte qu'il s'agit du roman qu'elle a préféré écrire : 
C'est aussi son roman le plus autobiographique : 
Lucy Maud Montgomery considérait Emily comme un personnage beaucoup plus proche de sa propre personnalité qu'Anne, et certains des événements qui se produisent dans la série Emily sont arrivés à l'autrice elle-même.  

## Résumé de l'intrigue
Semblables à sa série Anne… la maison aux pignons verts, plus ancienne et plus connue, les romans d'Emily dépeignent la vie d'une jeune orpheline, Émilie Byrd Starr, qui est élevée par des parents éloignés après la mort tragique de son père, emporté par la tuberculose.
Emily est décrite comme une petite fille farouche aux cheveux noirs, aux yeux violacés, aux oreilles d'elfe, à la peau pâle et au sourire « lent », unique et enchanteur.

Envoyée vivre à la ferme de New Moon, sur l'Île-du-Prince-Édouard avec ses tantes Elizabeth et Laura Murray, ainsi que son cousin Jimmy, Emily est une enfant à l’âme indomptable, qui va devoir s’adapter à son nouveau foyer et à sa nouvelle famille, pétrie de traditions. Pour déverser les sentiments d’une âme brisée et confier ses appréhensions premières, Emily se réfugie dans l'écriture. Elle écrit des poèmes, des lettres adressées à son père, les portraits des adultes qui l’entourent. L’écriture est d’ailleurs le thème principal du roman, ce que remarque Alice Munro, prix Nobel de littérature, dans la préface de la dernière édition canadienne du roman :
Le thème central d’Emily de New Moon, qui est peut-être même plus difficile à aborder que le sexe ou la confusion des sentiments, c’est le développement d’un enfant – d’une petite fille, de surcroît – qui devient écrivain.

## Personnages

### Emily
À seulement douze ans, Emily sait qu’elle consacrera sa vie à l’écriture. Dans le secret d’un grenier, à l’abri du regard désapprobateur de sa tante, c’est à travers la poésie des mots qu’elle transcrit ses joies, dépeint les curiosités qui l’entourent et panse les blessures d’une enfance éprouvante. Âme résiliente en quête de refuge et en demande d’amour, elle peut heureusement compter sur le soutien inconditionnel de ses intrépides amis, ravis de lui prêter main-forte face à l’adversité.

### Ilse Burnley
Habituée à déserter les bancs de l’école comme ceux de l’église, Ilse est une véritable « sauvageonne » qui n’obéit qu’à son propre tempérament. Et s’il lui arrive de déverser sur son entourage une cascade d’injures plus bestiales les unes que les autres, cela ne fait que démontrer son éloquence – et pour cause, elle souhaite devenir oratrice.

### Teddy Kent
Avec ses épais cheveux bruns, ses yeux bleus et ses sourcils noirs, Teddy a le visage d’un ange et la réputation d’être le plus beau garçon de Blair Water, et son charme, tout comme sa bonne humeur, émanent de lui, comme le sifflement d’un oiseau. Mais ce qui l’intéresse avant tout, c’est d’esquisser des portraits, dessiner des caricatures et peindre des paysages. Hélas, pour contenter une mère à l’instinct protecteur, il devra lui aussi dissimuler ses créations, qu’il ne partage qu’avec ses amies Ilse et Emily.

### Personnages secondaires
Parmi les autres personnages, on retrouve Dean Priest, un cynique silencieux et mystérieux ; le fougueux M. Carpenter, vieil instituteur bourru et mentor d'Emily, qui lira de son oeil critique les histoires et les poèmes de son élève ; Cousin Jimmy, qui récite de la poésie ; Tante Laura, la tante la plus aimable ; et tante Elizabeth, stricte et méfiante, qui s'avérera néanmoins être une alliée inattendue dans les moments difficiles.

## Série
Emily de New Moon, suivi de L’Ascension d’Emily et La Quête d’Emily, constitue une trilogie qui accompagne les aventures de la petite fille depuis son enfance à l’école primaire jusqu’à l’âge adulte, lorsqu’elle parvient à devenir une autrice à succès. Cette trajectoire est en quelque sorte la trajectoire de Lucy Maud Montgomery, un parcours du combattant qu’elle décrit par ailleurs dans un récit proprement autobiographique The Alpine Path, non traduit en français. On y découvre les obstacles qui s’opposent à la progression de la jeune artiste. Les derniers livres suivent également plusieurs histoires amoureuses de la jeune Emily, ainsi que de nouvelles aventures sur l’Île-du Prince-Edouard.

## Télévision
Les romans ont été adaptés à l’écran sous forme de série télé par Cinar (connu aujourd’hui sous le nom de Wildbrain), Salter Street Films et CBC Television, en 1998. La série est filmée sur l’Île-du-Prince-Édouard, dont les acteurs sont originaires. Diffusée sur Vision TV au Canada, puis This TV aux États-Unis, elle est aujourd’hui disponible sur Roku’s Hallmark Movie Channel et Encore+ online.
En avril 2007, les romans font l’objet d’une adaptation japonaise produite par NHK et TMS Entertainment, il s’agit de 26 épisodes de série télé, sous la forme d’anime, intitulée Kaze no Shōjo Emily (Emily, fille du vent).

## Traductions
Le roman a été traduit dans de nombreuses langues.
- Emily fra Månegårde (danois)
- Kumkunen Emily (Emily, a Dreamer) et Emily, Chowon ew Bit (Emily, the Light on the Plain) (coréen)
- Emīlija no Jaunā mēness (letton)
- Pieni runotyttö (finnois)
- Emilka ze Srebrnego Nowiu (polonais)
- Emily (suédois)
- Emily, de la Luna Nueva (espagnol)
- Emily della Luna Nuova (italien)
- か わ い い Emily (japonais)
- Émilie de la Nouvelle Lune (français)
- Emily auf der Moon-Farm (allemand)
- Emily - Dokhtare Darrehaye Sabz (persan)
- Emily z Nového Mesiaca (slovaque)
- Emily ở trang trại trăng non (vietnamienne/Tiếng Việt)
- Emily (cinghalais)
- Emily de Lua Nova (portugais brésilien)
- Emily - A tűzprób et Emily - Barátságok (Emily : Amitiés) (hongrois)
- אמילי ממולד הירח (hébreu)